# Gianni Cerqueti
Gianni Cerqueti, all'anagrafe Giovanni Cerqueti (Roma, 26 maggio 1958), è un giornalista e telecronista sportivo italiano.

## Carriera
Si avvicina presto al mondo del giornalismo sportivo, lavorando dapprima in una piccola emittente romana, Videouno, e poi approdando in Rai come conduttore del notiziario sportivo del TG 3 Derby, alternandosi con Ivana Vaccari, Silvio Sarta e Fabio Cortese. La sua prima telecronaca diretta calcistica in Rai è Carl Zeiss Jena - Sampdoria, incontro di Coppa delle Coppe giocatosi il 26 ottobre 1988.
Nel 1994 affianca Bruno Pizzul nella semifinale di USA '94 Bulgaria-Italia; nel 1995 conduce con Paola Ferrari la trasmissione sportiva Dribbling su Rai 2, in seguito diviene un volto noto di 90º minuto, e a lui viene spesso affidata la partita di cartello di Serie A tra quelle giocate al pomeriggio. Nel 1998 segue il Giro d'Italia di ciclismo con collegamenti dalla moto.
Dopo i Mondiali nippo-coreani del 2002 e il pensionamento di Bruno Pizzul, diviene con Stefano Bizzotto la voce per le partite della Nazionale azzurra: nel 2003, col passaggio del collega agli incontri dell'Under 21, rimane l'unico commentatore della rappresentativa italiana venendo poi sostituito da Marco Civoli dopo l'Europeo 2004. Rimpiazza quest'ultimo, inviato a Pechino per i Giochi olimpici, in occasione dell'amichevole con l'Austria del 20 agosto 2008.
Dalla stagione 2006-2007, che vede il ritorno in Rai della UEFA Champions League, e fino alla stagione 2011-2012, è assieme a Carlo Nesti e Stefano Bizzotto uno dei telecronisti ufficiali degli incontri del mercoledì trasmessi in prima serata su Rai 1 e Rai 2.
Ha commentato quindi tutte le finali di quel periodo, compresi i successi del Milan nel 2007 sul Liverpool ad Atene e dell'Inter nel 2010 sul Bayern Monaco a Madrid. Nonostante sia stato sostituito dopo poco tempo alle cronache della Nazionale, è di fatto la prima voce Rai del calcio di club: a lui vengono affidate anche le principali partite, finali comprese, della Coppa Italia e della Supercoppa. Dal 2013 è uno degli opinionisti fissi di Zona11pm. È uno degli ospiti fissi nei post-partita a Il grande match per il Campionato europeo di calcio 2016. All'interno della trasmissione "Zona 7 Europei" la sua rubrica social #chiediloagianni  ottiene grandi consensi.
Il 28 febbraio 2021, Cerqueti va in pensione dopo 40 anni di carriera, di cui 34 in Rai. Nel 2022 torna a far parlare di sé per una "disavventura" in un supermercato divenuta virale su X .

## Televisione
- Dribbling (Rai 2, 1995)